# Utësy Bykovskogo
Die Utësy Bykovskogo (englische Transkription von russisch Утёсы Быковского Utjosy Bykowskowo) sind Kliffs an der Hillary-Küste in der antarktischen Ross Dependency. Sie ragen an der Südflanke der Mündung des Darwin-Gletschers in das Ross-Schelfeis auf.
Russische Wissenschaftler benannten sie. Der Namensgeber ist nicht überliefert.